# Tatsuya Kawajiri
Tatsuya Kawajiri, (japanska: 川尻達也?, Kawajiri Tatsuya), född 8 maj 1978 i Inashiki, är en japansk MMA-utövare som bland annat har tävlat i organisationerna Ultimate Fighting Championship, PRIDE och DREAM.